# Arca DJ Tour
L'Arca DJ Tour, anche noto come Arca live with Jesse Kanda, è stata la prima tournée musicale della disc jockey e musicista venezuelana Arca.

## Descrizione
In seguito al film collaborativo con Jesse Kanda, Trauma, Arca ha annunciato il suo primo tour ufficiale a partire dal settembre 2014, promuovendo il proprio mixtape &&&&& e il proprio album di debutto Xen. La tournée era stata inizialmente annunciata per cinque tappe fra Stati Uniti e Canada, in cui Arca è stata affiancata dal dj Total Freedom e appunto da Jesse Kanda (che ha lavorato alle grafiche in backdrop); è tuttavia proseguita anche in Europa per cinque tappe, con il solo accompagnamento di Jesse Kanda, e si è conclusa con due tappe finali negli Stati Uniti l'anno successivo.

### Spettacoli
| Data              | Città         | Stato        | Luogo                                     | Apertura      | Nota         |
| Nord America      | Nord America  | Nord America | Nord America                              | Nord America  | Nord America |
| ----------------- | ------------- | ------------ | ----------------------------------------- | ------------- | ------------ |
| 18 settembre 2014 | Portland      | Stati Uniti  | PICA, Time-Based Art Festival             | Total Freedom | [ 6 ] [ 7 ]  |
| 20 settembre 2014 | Vancouver     | Canada       | Dome at Science World, New Forms Festival | Total Freedom | [ 6 ] [ 7 ]  |
| 23 settembre 2014 | San Francisco | Stati Uniti  | Gray Area Art & Technology Theatre        | Total Freedom | [ 6 ] [ 7 ]  |
| 24 settembre 2014 | Seattle       | Stati Uniti  | EMP Sky Church, Decibel Festival          | Total Freedom | [ 6 ] [ 7 ]  |
| 25 settembre 2014 | Los Angeles   | Stati Uniti  | First Unitarian Church and School         | Total Freedom | [ 6 ] [ 7 ]  |
| Europa            |               |              |                                           |               |              |
| 27 novembre 2014  | Londra        | Regno Unito  | ICA                                       | —             | [ 8 ]        |
| 28 novembre 2014  | Bruxelles     | Belgio       | Rotonde                                   | —             | [ 8 ]        |
| 1º dicembre 2014  | Parigi        | Francia      | Point Ephémère                            | —             | [ 8 ]        |
| 4 dicembre 2014   | Amsterdam     | Paesi Bassi  | OT301                                     | —             | [ 8 ]        |
| 5 dicembre 2014   | Berlino       | Germania     | Berghain                                  | —             | [ 8 ]        |
| Nord America      |               |              |                                           |               |              |
| 8 aprile 2015     | New York      | Stati Uniti  | Bowery Ballroom                           | —             | [ 9 ]        |
| 15 aprile 2015    | Los Angeles   | Stati Uniti  | Masonic Lodge, Hollywood Forever Cemetery | —             | [ 9 ]        |